# Svobodné území Terst
Svobodné území Terst (italsky Territorio Libero di Trieste, slovinsky Svobodno tržaško ozemlje, srbochorvatsky Slobodni teritorij Trsta) byl stát ležící na pobřeží Jaderského moře mezi Itálií a Jugoslávií zřízený Radou bezpečnosti Organizace spojených národů a spravovaný jmenovaným vojenským guvernérem velícím zde umístěným mírovým jednotkám.
Stát byl ustanoven 15. září 1947 protokolem Pařížské mírové smlouvy s Itálií, aby bylo zabezpečeno etnicky a kulturně smíšené obyvatelstvo v neutrální zemi. Cílem bylo rovněž uklidnit situaci ohledně nároků, které na území vznášely Itálie a Jugoslávie kvůli jeho strategickému významu pro obchod se střední Evropou. Byl rozdělen na dvě okupační zóny – zónu A (město Terst a úzký pruh pobřeží na severozápad od něj) a zónu B (menší část Istrijského poloostrova jižně od města). Stát si posléze rozdělili jeho dva sousedé v r. 1954 a oficiálně byl zrušen v r. 1975.

## Geografické údaje

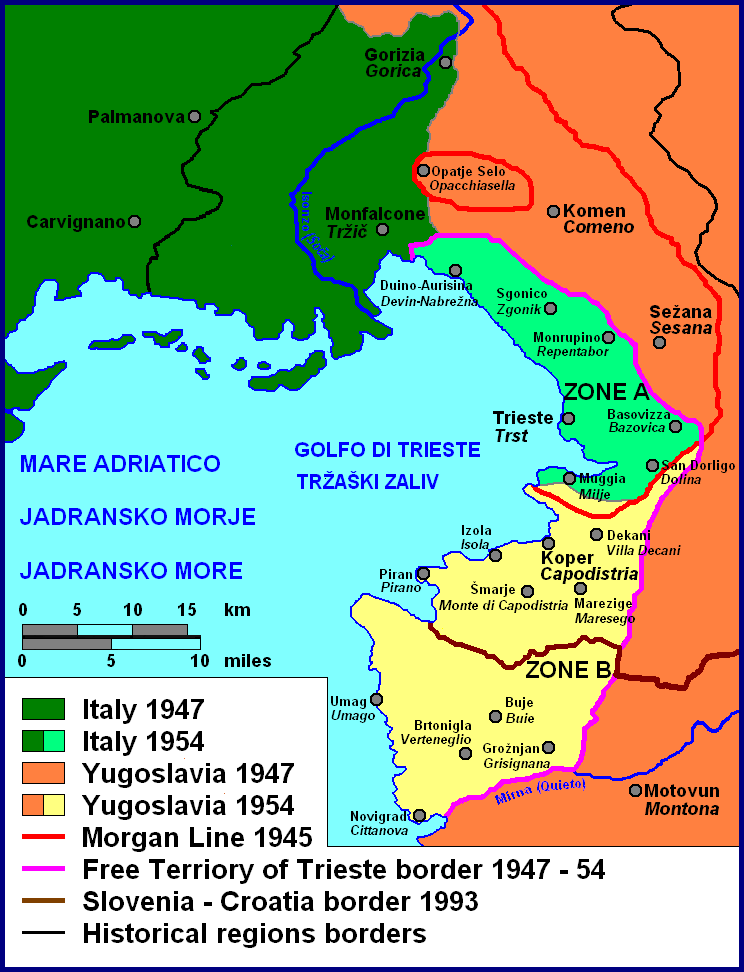
Svobodné území Terst s vyznačením zón vojenské správy

Svobodné území Terst se rozkládalo kolem Terstského zálivu od obce Duino/Devin na severu k městu Novigrad/Cittanova na jihu a na rozloze 738 km² žilo okolo 350 000 obyvatel. Na severu sousedilo s Itálií a na jihu a východě s Jugoslávií. Územím protékaly řeky Rižana/Risano, Dragonja/Dragogna, Timavo/Reka, Rosandra/Glinščica a Mirna/Quieto. Nejvyšší vrcholem bylo Monte Cocusso/Kokos (668 m). Nejsevernější bod se nalézal poblíž osady Medeazza/Medjevas na 45° 48’ s.š., nejjižnější u Tarski/Porto Quieto na 45° 18’, nejzápadnější mys Savudrija/Punta Salvore na 13° 29’ v.d. a nejvýchodnější ve čtvrti Grozzana di Pese/Gročana obce San Dorligo della Valle/Dolina na 13° 55’.

## Historie

### Nejstarší dějiny
Terst vznikl patrně v 1. století př. n. l. a po rozpadu říše římské se dostal pod kontrolu Byzantského císařství. V r. 1382 se stal s přilehlým vnitrozemím součástí Habsburské monarchie v jejímž rámci zachoval svoji autonomii až do 18. století. Během napoleonských válek se dostal pod francouzskou moc, ale po nich přešel zpět pod Rakousko.

Podrobnější informace o tomto období naleznete v článku Terst.

### Přelom 19. a 20. století
Obyvatelstvo Terstu bylo historicky různorodé a skládalo se z různých etnických skupin přičemž na různých částech území měla většinu jiná z nich. Italové převládali v nejvíce urbanizovaných oblastech, obydlených ovšem též značnými menšinami Slovinců nebo Chorvatů. S nárůstem nacionalismu se v druhé polovině 19. století Terst stal centrem italských iredentistů a na druhé straně vzrůstalo národní sebevědomí Slovanů, především Slovinců, kteří považovali Terst za přirozenou součást jimi nárokovaného národního území.
V důsledku rozpadu Rakousko-Uherska připadl Terst i s Přímořím Itálii na základě smlouvy v Saint Germain a stal se součástí Julského Benátska. Během dvacátých a třicátých let bylo slovanské obyvatelstvo cílem násilného poitalšťování' a diskriminace prováděné italským fašistickým režimem. Bylo také vystaveno státem podporovanému násilí ze strany fašistických bojůvek, které mj. vypálily 13. července 1920 slovinský Národní dům. V důsledku toho na jedné straně mnoho Slovinců a Chorvatů emigrovalo do Jugoslávie, na druhé straně někteří vytvořili odbojovou organizaci TIGR (zkratka z názvů Trst, Istra, Gorica, Rijeka), která provedla v tomto období v Terstu a okolí více než sto odbojových akcí, jež někteří považují za teroristické. TIGR je považována za první organizovanou skupinu odboje proti fašismu, později nacismu.

### Druhá světová válka
Za druhé světové války stála Itálie na straně Osy a po kapitulaci Jugoslávie v r. 1941 získala další území obývaná Slovinci. Když italský fašistický režim v r. 1943 zkolaboval, Jugoslávie sice formálně anektovala veškerá italská území až k hranici z r. 1914, ta ale byla nadále okupována ozbrojenými složkami nacistického Německa. 1. května 1945 obsadila město jugoslávská 4. armáda spolu s 9. slovinským armádním sborem. Obklíčená německá posádka o síle zhruba 2 000 mužů, která ovládala hrad San Giusto a strategické body ve městě (přístav, nádraží, justiční palác, sídlo vrchního velitelství ve vile Geiringer), se odmítla jugoslávským silám vzdát. Následujícího dne vstoupila do města 2. novozélandská divize, součást britské 9. armády a přijala kapitulaci dosud vzdorujícího nepřítele. 4. května jmenovalo jugoslávské velení politickým komisařem města komunistu France Štoku a 8. května vyhlásilo Terst autonomním městem v rámci Federativní republiky Jugoslávie. Pod jeho vedením byla rozpoutána vlna násilí, která postihla především italské obyvatelstvo, ale i ty Slovince, kteří nesouhlasili s jugoslávským komunistickým programem. Tisíce lidí byly uvězněny a stovky při deportaci zavražděny, dokonce byl znovu zprovozněn bývalý nacistický koncentrační tábor Risiera. Ve městě vzniklo napětí i mezi ozbrojenými složkami vítězů. Do Bělehradu odletěl generálporučík Morgan, kde navrhl linii rozdělující obsazená území na okupační zóny A (spojenecká) a B (jugoslávská). K dohodě s Titovou vládou došlo až den poté, co britské jednotky zahájily dne 22. května 1945 postup směrem k této demarkační čáře. Oficiálně došlo k podpisu 10. června 1945 v Duinu. Stažení jugoslávské armády za linii bylo ukončeno 12. června 1945.

### Vznik státu

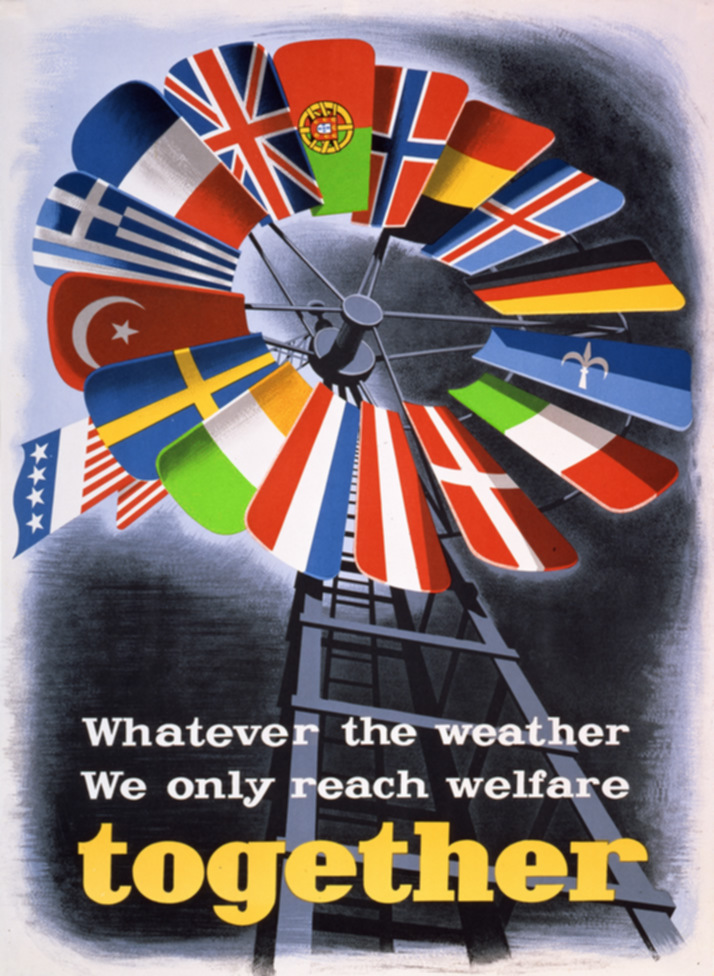
Plakát Marshallova plánu s vlajkami západních států, včetně terstské, která je ovšem chybně vyvedena modře místo červeně.

V lednu 1947 Spojené národy přijaly rezoluci, podle jejíhož článku 24 měl být z Terstu a jeho okolí vytvořen svobodný stát. Jeho trvalý status měl být kodifikován podle mezinárodního práva jmenováním mezinárodního guvernéra schváleného čtyřmi vítěznými mocnostmi. V září 1947 byla ratifikována Pařížská mírová smlouva s Itálií, která zřídila Svobodné území Terst. Území ovšem zůstalo rozděleno na okupační zóny. Britské a americké ozbrojené síly spravovaly zónu A, kde se nacházelo i město Terst, o rozloze 222,5 km² s 262 406 obyvateli, a Jugoslávská armáda spravovala zónu B, do níž spadala severozápadní Istrie, o rozloze 515,5 km² s 71 000 obyvateli. Úředními jazyky byly italština, slovinština a chorvatština.
Terst byl jako přístav na poměrně strategickém místě již od dob slovinského obrozeneckého hnutí v 19. století velkým "snem" Slovinců. Jugoslávská komunistická vláda si navíc byla vědoma jeho strategického významu. Bělehrad byl velmi usilovně podporován Sovětským svazem. V období mezi říjnem 1947 a březnem 1948 SSSR zamítl kandidaturu 12 nominovaných guvernérů, načež Spojené státy, Spojené království a Francie zaslaly 20. března 1948 do Moskvy a Bělehradu nótu, ve které doporučily, aby se území navrátilo pod italskou suverenitu. Žádný guvernér nebyl ve smyslu rezoluce OSN nikdy ustanoven, a území tak nikdy nefungovalo jako skutečný nezávislý stát.
Otázka Terstu byla (spolu s několika dalšími pohraničními spory, které Jugoslávie vedla se svými sousedy) velmi vážným problémem, který vedl k rychlému zhoršení vztahů mezi západními spojenci a jugoslávskou vládou. Zatímco Národněosvobozenecká armáda pod vedením Josipa Broz-Tita tzv. Titovi partyzáni získávali za války sympatie Británie a také vojenskou pomoc, nyní byla situace zcela opačná. Západní blok měl obavy, že se Terstu zmocní právě Jugoslávie. Ta udržovala ještě stále velmi dobré vztahy se SSSR a tak reálně hrozilo, že by město mohlo být využito jako sovětská vojenská základna. Při vyjednáváních o statusu Terstu byla jugoslávská strana velice neústupná, předložila však celou řadu návrhů. Jedním z nich také bylo začlenění zóny A jako sedmé svazové republiky.
Přesto byl jeho formální statut respektován - mělo vlastní měnu a vydávalo vlastní poštovní známky. Roztržka mezi Titem a Stalinem v půli roku 1948 měla za následek změnu politické situace. Tito nyní musel změnit svojí politiku vůči západu z obav, že by Sovětský svaz mohl uvrhnout Jugoslávii do izolace, či ji dokonce vojensky napadnout. V letech 1951 a 1952 probíhala mezi Jugoslávií a Itálií četná jednání o budoucím statutu tohoto území, která však nevedla k úspěchu. Itálii se rozhodli podpořit západní spojenci, což v kombinaci s neústupností Jugoslávie vedlo k eskalaci krize. Jak na italské, tak na jugoslávské straně se zvýšila přítomnost ozbrojených sil. Teprve až jednání mezi všemi účastníky, kteří byli zainteresovaní na tomto sporu (Itálie, Jugoslávie, USA a Velká Británie) vedlo ke snížení napětí.

### Zánik
5. října 1954 Spojené království, Spojené státy, Itálie a Jugoslávie vyhlásily v Londýně memorandum o porozumění, které nahradilo stávající vojenskou správu dočasnou civilní správou. Zónu A měla spravovat Itálie s výjimkou obcí Plavje, Spodnje Škofije, Hrvatini a Jelarji (11,5 km2, 3000 obyvatel), které přešly pod jugoslávskou správu stejně jako celá zóna B.
10. listopadu 1975 uzavřely Itálie a Jugoslávie v Osimu dvoustrannou dohodu, podle které byla dočasná správa prohlášena za definitivní. Dohoda vyvolala v Itálii bouřlivé diskuse, protože přípravná jednání byla vedena v tajnosti; dokonce se volalo po obžalování ministerského předsedy a ministra zahraničí z velezrady. Navíc dohoda nezaručovala ochranu italské menšiny v jugoslávské části (ovšem ani ochranu slovinské v části italské), což mělo být řešeno později podepsáním samostatných protokolů. Přesto vešla v platnost dne 11. října 1977. Rozdělením Jugoslávie v r. 1991 byla otázka hranic znovu otevřena. Z bývalé zóny B připadl Slovinsku 12km pás podél italské hranice s přístavem Koper, zbytek Chorvatsku. V r. 1992 Slovinsko vyhlásilo, že se cítí vázáno dohodou z Osima, což bylo podmínkou pro jednání o vstupu Slovinska do Evropské unie.

V současnosti (2010) zůstává otevřena otázka námořní hranice mezi Slovinskem a Chorvatskem a je předmětem jednání. Na bývalém Svobodném území Terst se rozkládá italský územní spolek obcí Guiliana (do roku 2017 provincie Trieste) z oblasti Furlansko-Julské Benátsko, slovinská část patří k tradičnímu regionu Přímoří a chorvatská do Istrijské župy.

## Okupační síly

### Angloamerická vojska

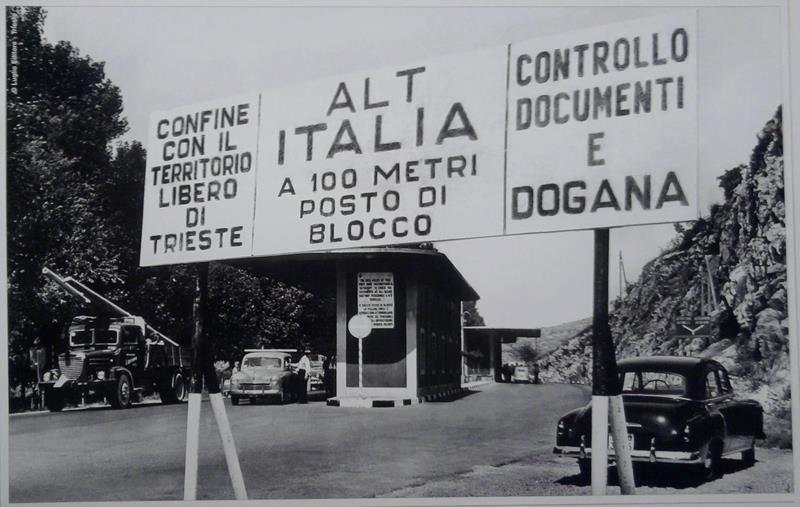
Hraniční přechod mezi Itálií a Terstem.

Tato vojska se skládala z 5 000 Američanů ("TRUST" - TRieste United States Troops) a 5 000 Britů ("BETFOR" - British Element Trieste FORce), z nichž každá měla velikost brigády pozemního vojska a kompletní podpůrné jednotky (spojaře, ženisty, vojenskou policii atd.). Hlavní jednotkou TRUST byl 351. pěchotní pluk.

### Guvernéři
* velitel okupačních jednotek před ustanovením svobodného území

#### Zóna A
květen 1945 – červen 1945 generálmajor Bernard Cyril Freyberg (Nový Zéland)*
červen1945 – červenec 1947 plukovník Alfred Connor Bowman (USA)*
červenec 1947 – září 1947 podplukovník James J. Carnes (USA)*
září 1947 – květen 1951 generálmajor Terence Sydney Airey (Velká Británie)
květen 1951 – říjen 1954 generálmajor sir Thomas Winterton (Velká Británie)

#### Zóna B
květen 1945 – září 1947 Dušan Kveder*
září 1947 – březen 1951 Mirko Lenac
březen 1951 – říjen 1954 Miloš Stamatović

## Obyvatelstvo
Jak je uvedeno výše, docházelo v období kolem druhé světové války k výrazným změnám v národnostním složení obyvatelstva. Před válkou a během ní italská vláda podporovala přesuny slovanského obyvatelstva do Apulie a Kalábrie v jižní Itálii a do východní Afriky. Během války byla prakticky zlikvidována silná židovská komunita v Terstu. Po válce opustila jugoslávskou zónu B značná část obyvatelstva (prameny uvádějí odlišně od 10 000 do 40 000), převážně Italů, jak nuceně, tak dobrovolně. Dle italského sčítání lidu v r. 1971 se v Terstu ke slovinštině přihlásilo 24 000 osob, což představovalo 8% obyvatelstva.

### Zóna A
V níže uvedené tabulkce jsou údaje z odhadu spojenecké vojenské správy z r. 1949.
|          | Počet   | Podíl  |
| -------- | ------- | ------ |
| Italové  | 239 200 | 77,1 % |
| Slovinci | 63 000  | 22,9 % |
| Celkem   | 310 000 | 100 %  |

V tabulce není zahrnuto 5 000 příslušníků Americké armády TRUST (TRieste United States Troops), ani 5 000 příslušníků Britské armády BETFOR (British Element Trieste FORce).

### Zóna B
Údaje o obyvatelstvu se značně liší podle zdroje. V první části níže uvedené tabulky jsou údaje z jugoslávského sčítání v r. 1945, v druhé části jsou údaje z odhadu mezinárodní komise, jak uvádí italská Wikipedie.
|                     | Jugoslávské sčítání (1945) | Jugoslávské sčítání (1945) | Italská Wikipedie | Italská Wikipedie |
| ------------------- | -------------------------- | -------------------------- | ----------------- | ----------------- |
|                     | Počet                      | Podíl                      | Počet             | Podíl             |
| Italové             | 29 672                     | 44,0 %                     | 51 000            | 70 %              |
| Slovinci a Chorvaté | 30 789                     | 45,6 %                     | 17 000            | 30 %              |
| ostatní             | 7 000                      | 10,4 %                     |                   |                   |
| Celkem              | 67 461                     | 100 %                      | 68 000            | 100 %             |

V tabulce nejsou zahrnuti příslušníci Jugoslávské armády, kterých bylo 5 000.
Současné italské zdroje prý uvádějí, že Italů bylo v této zóně mezi 36 až 55 tisíci a slovanského obyvatelstva mezi 12 až 17 tisíci.

## Administrativní členění
Území se členilo na 18 obcí (komunit)

### Zóna A
- Duino-Aurisina/Devin-Nabrežina
- Sgonico/Zgonik
- Monrupino/Repentabor
- Trieste/Trst
- Muggia/Milje
- San Dorligo della Valle/Dolina

### Zóna B
- Dekani/Villa Decani
- Koper/Capodistria
- Izola/Isola d'Istria
- Piran/Pirano
- Marezige/Maresego
- Šmarje/Monte di Capodistria
- Umag/Umago
- Buje/Buie
- Brtoniglia/ Verteneglio
- Grožnjan/Grisignana
- Novigrad/Cittanova d'Istria